# Beverly Hills (Florida)
Beverly Hills és una concentració de població designada pel cens dels Estats Units a l'estat de Florida. Segons el cens del 2000 tenia 8.317 habitants.

## Demografia
Segons el cens del 2000, Beverly Hills tenia 8.317 habitants, 4.401 habitatges, i 2.583 famílies. La densitat de població era de 1.126,7 habitants per km².
Dels 4.401 habitatges en un 10,9% hi vivien nens de menys de 18 anys, en un 50,4% hi vivien parelles casades, en un 6,5% dones solteres, i en un 41,3% no eren unitats familiars. En el 36,9% dels habitatges hi vivien persones soles el 28,5% de les quals corresponia a persones de 65 anys o més que vivien soles. El nombre mitjà de persones vivint en cada habitatge era d'1,87 i el nombre mitjà de persones que vivien en cada família era de 2,35.
Per edats la població es repartia de la següent manera: un 10,8% tenia menys de 18 anys, un 3,4% entre 18 i 24, un 13,2% entre 25 i 44, un 17,6% de 45 a 60 i un 54,9% 65 anys o més.
L'edat mediana era de 68 anys. Per cada 100 dones de 18 o més anys hi havia 78,2 homes.
La renda mediana per habitatge era de 24.875 $ i la renda mediana per família de 31.505 $. Els homes tenien una renda mediana de 27.500 $ mentre que les dones 16.857 $. La renda per capita de la població era de 17.014 $. Entorn del 8,4% de les famílies i el 12,4% de la població estaven per davall del llindar de pobresa.

## Poblacions properes
El següent diagrama mostra les poblacions més properes.